# أزرو نعيسي (أنمولين إضوضان)
أزرو نعيسي هو دُوَّار يقع بجماعة أربعاء آيت أحمد، إقليم تيزنيت، جهة سوس ماسة في المملكة المغربية. ينتمي الدوّار لمشيخة أنمولين إضوضان التي تضم 61 دوار. يقدر عدد سكانه بـ 52 نسمة حسب الإحصاء الرسمي للسكان والسكنى لسنة 2004.

## وصلات خارجية
- البوابة الوطنية للجماعات الترابية
- المندوبية السامية للتخطيط